# اتحادیه عکاسان و فیلمبرداران تهران
اتحادیه عکاسان و فیلمبرداران تهران یکی از نهادهای صنفی در شهر تهران است که هدفش تنظیم فعالیت واحدهای عکاسی و فیلمبرداری در این شهر و نظارت بر آنها است. این نهاد از اوایل دههٔ ۱۳۳۰ در تهران فعالیتش را شروع کرده‌است.

## پیشینه
پس از آغاز دوره پهلوی و گسترش عکاسی و افتتاح عکاسخانه‌ها در تهران و سایر شهرستان‌های ایران، ضرورت ایجاد یک اتحادیه برای حفظ منافع صنفی و ارتباط بین عکاسان و نیز رشد هنر عکاسی و رابطه با عکاسان شهرستان‌ها و خارج از کشور احساس می‌شد.
از حوالی سال ۱۳۲۸، جلساتی با حضور عکاسان معروف تهران تشکیل می‌شد. در اولین دورهٔ مجمع عمومی که در یکی از سالن‌های سازمان مرکزی شهرداری تهران برگزار شد، اعضای هیئت مدیره به این صورت انتخاب شدند: محمد جعفر خادم، ساکو، ماشاءالله خان، ظریفیان، صوراسرافیل، مصطفی افتخار، عباس شاهین، هراند شالچیان و انوشفر.
اتحادیه یا سندیکای عکاسان، طبق مادهٔ دوازده قانون کار، مصوب ۱۷ خرداد ۱۳۲۸ و آیین‌نامهٔ مربوطه در تاریخ ۱۳۳۱ در ادارهٔ مرکزی امور اتحادیه‌ها و اصناف وزارت کار به ثبت رسید. این اتحادیه در سال ۱۳۳۲، نامش به «اتحادیهٔ صنف عکاسان و فیلم‌برداران و آماتورهای عکاسی تهران و حومه» تغییر کرد.
در سال ۱۳۳۵ آیین‌نامهٔ جدیدی تصویب شد و در سال ۱۳۴۴ هم شرایط عضویت تغییر کرد. در سال ۱۳۵۲ هم تعاونی اتحادیهٔ عکاسان و فتوآماتورهای تهران و حومه با هدف تهیهٔ کالاهای مورد نیاز عکاسان تأسیس شد.